# 梅費爾山
72°5′S 25°3′E / 72.083°S 25.050°E
梅費爾山是南極洲的山峰，位於東部南極洲的毛德皇后地，屬於南龍達訥山脈的一部分，處於貝格森山以西9公里，海拔高度3,080米。